# علی بن حسین، پادشاه حجاز
شریف علی یا علی بن حسین بن علی الهاشمی ‏(۱۸۷۹–۱۹۳۵) پادشاه حجاز و شریف مکه از اکتبر ۱۹۲۴ تا دسامبر ۱۹۲۵ زمانی که توسط عبدالعزیز بن‌ عبدالرحمن سعودی خلع شد. وی پسر بزرگ شریف حسین، پادشاه حجاز بود. وی در مکه به دنیا آمد و در دبیرستان گالاتاسرای تحصیل نمود. وی در سال ۱۹۳۵ در بغداد درگذشت